# Laminafroneta
Laminafroneta is een geslacht van spinnen uit de familie hangmatspinnen (Linyphiidae).

## Soorten
De volgende soorten zijn bij het geslacht ingedeeld:
- Laminafroneta bidentata (Holm, 1968)
- Laminafroneta brevistyla (Holm, 1968)
- Laminafroneta locketi (Merrett & Russell-Smith, 1996)